# Ischiopsopha durvillei
Ischiopsopha durvillei är en skalbaggsart som beskrevs av Hermann Burmeister 1842. Ischiopsopha durvillei ingår i släktet Ischiopsopha och familjen Cetoniidae. Inga underarter finns listade i Catalogue of Life.